# Carcaboso
Carcaboso – gmina w Hiszpanii, w prowincji Cáceres, w Estramadurze, o powierzchni 20,29 km². W 2011 roku gmina liczyła 1137 mieszkańców.